# جراند ثفت أوتو: فايس سيتي ستوريز
غراند ثفت أوتو: فايس سيتي ستوريز (بالإنجليزية: Grand Theft Auto: Vice City Stories)‏ هي لعبة إلكترونية نوع حرب العصابات تعمل بنظام بلاي ستيشن بورتيبل، أنتجت سنة 2006 بواسطة روكستار للألعاب وتحكي قصة فيكتور فانس الذي كان يعمل في الجيش الأمريكي و أصبح مهرب مخدرات في فايس سيتي

## وصلات خارجية
- جراند ثفت أوتو: فايس سيتي ستوريز على موقع IMDb (الإنجليزية)
- الموقع الرسمي
- Rockstar Games' official Grand Theft Auto: Vice City Stories website (Non Flash)
- GTA Vice City Stories on Grand Theft Wiki